# История провинции Чжэцзян
История провинции Чжэцзян — цепь важнейших событий от доисторической эпохи до нового времени, происходивших на территории современной китайской провинции Чжэцзян.

## Доисторическая и ранняя историческая эпоха
На территории провинции совершены археологические находки, относящиеся к таким неолитическим культурам, как Куахуцяо, Хэмуду, Лянчжу, Мацяо и др., что свидетельствует о том, что эти места были населены с древнейших времён.
Носители культуры Мацяо, постепенно развиваясь, образовали царства У и Юэ, размещавшиеся в северной части территории современной провинции. В южной части территории современной провинции Чжэцзян существовало царство Дунъоу, в котором жили люди из байюэ. В VI веке до н. э. царство У совершило несколько успешных походов против размещавшегося в среднем течении Янцзы царства Чу, однако в 512 году до н. э. вспыхнула война между У и Юэ, и 473 году до н. э. юэский ван Гоуцзянь завоевал царство У. В 333 году до н. э. Юэ было, в свою очередь, завоёвано Чу. Потомки правящего рода царства Юэ бежали на юг, где на территории современной провинции Фуцзянь основали царство Миньюэ.

## Время первых централизованных империй
В 223 году до н. э. царство Чу было завоёвано царством Цинь. Завоевав все китайские царства, Цинь образовало в 221 году до н. э. первую централизованную империю в китайской истории. Страна была разделена на округа-цзюнь (郡), и в низовьях Янцзы был образован округ Куайцзи (会稽郡), власти которого размещались на месте современного Сучжоу.
После развала империи Цинь во время противостояния Чу и Хань правители Дунъоу и Миньюэ поддержали Лю Бана, и поэтому за помощь в основании империи Хань в 192 году до н. э. император Хуэй-ди дал Цзоу Яо титул «Дунхайского князя» (东海王); так как его ставка находилась на территории царства Дунъоу, то его называли «Дунъоуским князем» (东瓯王).
Племянник Лю Бана Лю Пи после основания империи Хань получил титул «князя У» и удел в низовьях Янцзы (земли бывшего царства У). Когда в 154 году до н. э. разразилось восстание семи уделов, он принял участие в этом мятеже против центральных властей, однако восстание было подавлено всего за три месяца, Лю Пи погиб в бою и его удел был расформирован. Лю Цзюй — наследник Лю Пи — бежал в Миньюэ под защиту тамошнего монарха. Из-за подстрекательств Лю Цзюя Миньюэ напало на Дунъоу. Войска империи Хань пришли на помощь Дунъоу, однако Дунъоуский правитель после этого предпочёл прекратить независимое существование и в 138 году до н. э. войти с землями и народом в состав империи Хань, где получил титул и удел на землях современной провинции Аньхой.
В связи с тем, что эти земли были пограничными, значительная часть территории современной провинции в то время не имела административных структур. Однако долина нижнего течения Янцзы постепенно заселялась, этими землями становилось всё труднее управлять, и поэтому в 129 году округ Куайцзи был разделён по реке Цяньтанцзян: власти округа Куайцзи переехали в уезд Шаньинь (на землях современного городского округа Шаосин), а на их прежнем месте пребывания разместились власти нового округа Уцзюнь (吴郡).

## Троецарствие, империя Цзинь, эпоха Южных династий
В эпоху Троецарствия эти земли входили в состав царства У. Чтобы увеличить население и экономическую базу страны, войска У стали покорять проживающих в западной части территории современной провинции Чжэцзян «горных юэ». В 257 году восточная часть округа Куайцзи была выделена в новый округ Линьхай (临海郡), а в 260 году южная часть округа Куайцзи стала округом Цзяньань (建安郡). В 266 году был образован ещё округ Дунъян (东阳郡). В итоге после этих многочисленных разделов земли современной провинции Чжэцзян стали называть «восемь округов Куайцзи» (会稽八郡).
В 280 году царство У было завоёвано империей Цзинь, и эпоха Троецарствия завершилась. Из-за того, что в начале IV века северная часть империи оказалась завоёванной варварскими племенами, в 318 году столица была перенесена в Цзянье, и на юг страны стали переселяться огромные массы людей с севера. Переселенцы в основном селились в районе новой столицы и по берегам озера Тайху, а «восемь округов Куайцзи» в целом остались незатронутыми этой волной. В конце IV века эти земли стали зоной восстания, возглавляемого Сунь Энем.
Впоследствии наступило время дворцовых переворотов, вошедшее в историю как Эпоха южных династий. В 454 году, во времена южной империи Сун, была создана провинция Дунъян (东扬州), объединившая земли округов Куайцзи, Дунъян, Синьань, Юнцзя и Линьхай; власти провинции разместились в уезде Шаньинь.

## Империи Суй и Тан
После того, как в 589 году все китайские земли оказались в составе империи Суй, провинция Дунъян была переименована в область Учжоу (吴州). В 605 году она была переименована в Юэчжоу (越州), а в 607 году — в округ Куайцзи. После смены империи Суй империей Тан округ Куайцзи в 621 году опять стал областью Учжоу. Впоследствии во времена империи Тан административное устройство страны менялось несколько раз, в результате чего одни и те же административные единицы именовались то «областями», то «округами».
С экономической точки зрения важным моментом явилось строительство Великого канала, соединившего озеро Тайху с северными землями страны, в результате чего земли современной провинции Чжэцзян стали активно участвовать во внутрикитайской торговле.

## Эпоха пяти династий и десяти царств

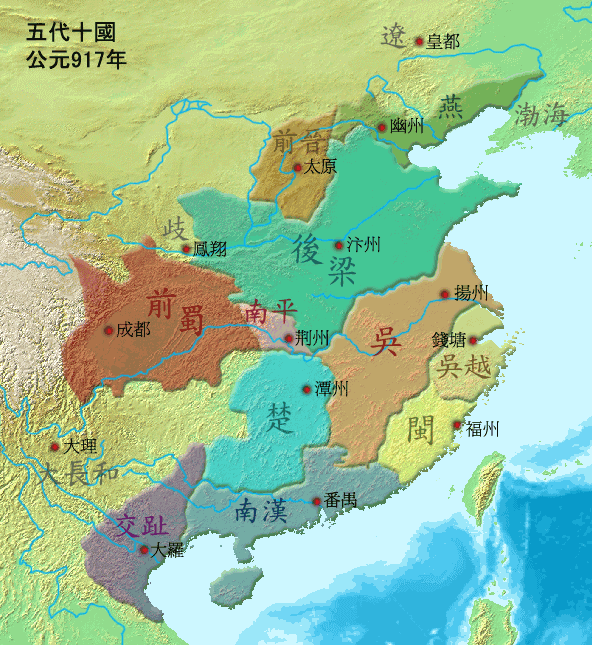
Китайские земли в 917 году. Территория государства Уюэ закрашена серым

Разразившееся в конце IX века восстание под руководством Хуан Чао нанесло смертельный удар империи Тан. В последующий период земли, примыкающие к Восточно-Китайском морю, взял под свой контроль Цянь Лю, основавший здесь государство Уюэ. В 978 году Уюэ было поглощено империей Сун, вновь объединившей китайские земли в составе единого государства.

## Империи Сун и Юань
Империя Сун делилась на 15 регионов-лу (路), и эти земли вошли в состав региона Лянчжэ (两浙路). В 1074 году регион Лянчжэ был разделён по реке Чжэцзян  на западный и восточный регионы: Лянчжэси (兩浙西路) и Лянчжэдун (属两浙东路).
После монгольского завоевания и образования империи Юань страна была разделена на крупные области, управляемые син-чжуншушэнами. Основная часть современной провинции Чжэцзян оказалась под администрированием Цзянчжэского син-чжуншушэна (江浙等处行中书省). Этому син-чжунжужэну подчинялось 30 регионов-лу, из которых на территории современной провинции Чжэцзян находились Цинъюаньский (庆元路), Цюйчжоуский (衢州路), Шаосинский (紹興路), Вэньчжоуский (温州路), Тайчжоуский (台州路), Чучжоуский (处州路), Учжоуский (婺州路), Ханчжоуский (杭州路), Хучжоуский (湖州路), Цзясинский (嘉兴路) и Цзяньдэский (建德路).

## Империи Мин и Цин
После провозглашения в 1368 году империи Мин Чжу Юаньчжан отправил войска против контролировавшего в тот момент территорию современной провинции Чжэцзян Фан Гочжэня, и установил на этих землях власть империи Мин. Регионы-лу империи Юань были переименованы в управы-фу, а в связи с тем, что столицей страны стал Нанкин, прилегающая к нему территория стала подчиняться напрямую императорскому двору (в том числе под прямое управление Двора перешли Хучжоуская и Цзясинская управы), а остальная территория, современной провинции Чжэцзян перешла под управление чиновника, занимающего должность Чжэцзянского бучжэнши (浙江承宣布政使). Однако в связи с тем, что подконтрольная ему территория оказалась очень маленькой, в 1381 году Хучжоуская и Цзясинская управы также перешли в ведение Чжэцзянского бучжэнши, в результате чего провинция Чжэцзян приобрела современные границы. В подчинении у Чжэцзянского бучжэнши было 11 управ.
В соответствии с решением властей империи Мин, находящийся на территории провинции порт Нинбо стал единственным портом, через который дозволялись сношения с Японией, поэтому через него следовали все японские посольства (в частности, в 1523 году с их участием произошёл Нинбоский инцидент).
После маньчжурского завоевания и установления власти империи Цин в конце XVII века была создана должность сюньфу (巡抚) 2-го чиновничьего ранга, занимавший которую чиновник и стал обладать всей полнотой власти на территории провинции.
Когда в 1840 году разразилась Первая опиумная война, то в июле англичане захватили Чжоушань, но оставили архипелаг после начала мирных переговоров. Когда боевые действия возобновились, то в сентябре 1841 года английские войска вновь захватили Чжоушань, а в октябре без боя заняли Чжэньхай и Нинбо. После подписания в 1842 году Нанкинского договора (по условиям которого, в частности, в Нинбо было разрешено торговать иностранцам) английские войска были выведены с материка, но оставались на островах Чжоушань до 1846 года в качестве условия выполнения Цинской империей требований договора. После этого уезд Динхай, расположенный на архипелаге, был преобразован в Непосредственно управляемый комиссариат Динхай (定海直隶厅), подчинённый напрямую Чжэцзянскому сюньфу.
В 1861 году в Чжэцзян с территории провинции Цзянси вторглись повстанцы-тайпины. Так как повстанцы исповедовали собственную версию христианства, а земли Чжэцзяна исторически являлись одним из главных оплотов конфуцианства, чжэцзянские земли стали ареной жестоких боёв и сильно пострадали, в западных частях провинции численность населения уменьшилась в три раза. Чжэцзянские торговые круги оказали значительную поддержку сформированным в Шанхае для борьбы с тайпинами армиям, организованным по западному образцу.

## Период Китайской Республики
В 1911 году, узнав об Учанском восстании, в провинции Чжэцзян также восстали подразделения Наньянской армии, примкнув к Синьхайской революции. После провозглашения Китайской Республики из уездов Цяньтан и Жэньхэ бывшей Ханчжоуской управы был создан уезд Хансянь, ставший местом пребывания властей провинции. В 1916 году провинция выступила против Юань Шикая в ходе войны в защиту республики.
С 1919 года военным губернатором провинции стал Лу Юнсян, и провинция примкнула к Аньхойской клике. Так как соседняя провинция Цзянсу примкнула к Чжилийской клике, то чжэцзянские войска заняли Шанхай, чтобы взять под контроль идущие через этот порт денежные потоки. В 1924 году в результате Цзянсу-Чжэцзянской войны Лу Юнсян потерпел поражение и был вынужден бежать в Японию, а во главе провинции Чжэцзян чжилийцы поставили Сунь Чуаньфана.
Когда Национально-революционная армия под руководством Чан Кайши выступила из Гуанчжоу в Северный поход ради объединения страны, то провинция Чжэцзян была взята гоминьдановскими войсками под контроль в феврале 1927 года. 27 июля 1927 года было образовано гоминьдановское правительство провинции Чжэцзян, а урбанизированная часть уезда Хансянь была выделена в отдельный город Ханчжоу, ставший местом пребывания властей провинции.
После начала в 1937 году японо-китайской войны провинция Чжэцзян вошла в состав 3-го военного района НРА, который возглавил Фэн Юйсян; уезды Цзясин, Усин и Чансин стали частью зоны боевых действий во время битвы при Шанхае и реке Сучжоухэ. 14 ноября 1937 года японские войска заняли Цзяшань, 18 ноября — Цзясин, 21 ноября — Усин, 25 ноября — Чансин. 24 декабря пал Ханчжоу; чтобы остановить продвижения японских войск, по приказу Чжу Цзяхуа был взорван мост через реку Цяньтанцзян. В марте 1939 года японские войска попытались продвинуться на юг, но были остановлены в результате оборонительного сражения в уезде Фуян. В январе 1940 года японцы всё-таки смогли форсировать Цяньтанцзян и заняли уезд Сяошань. 16 июля 1940 года японцы попытались высадить морской десант в Нинбо, но нападение было отбито. С мая 1942 года и до конца войны гоминьдановские власти провинции размещались в уезде Юньхэ.
Во время гражданской войны континентальная часть провинции Чжэцзян была взята под контроль коммунистами в мае 1949 года.

## Современная эпоха
Ещё в 1946 году северная часть архипелага Чжоушань, в административном плане являвшемся уездом Динхай, была передана в состав провинции Цзянсу и подчинена напрямую правительству провинции. В связи с продвижением войск коммунистов на юг гоминьдановское правительство в 1949 году выделило из уезда Динхай уезд Вэнчжоу; в северной части архипелага, входящей в состав провинции Цзянсу, был образован уезд Шэнсы. В ноябре 1949 года войска НОАК попытались высадиться на острове Дэнбу, но попытка была отбита. Тем не менее, в мае 1950 года гоминьдановские войска эвакуировались с архипелага Чжоушань, и он был занят войсками НОАК; уезд Шэнсы был возвращён в состав провинции Чжэцзян в 1953 году.
В составе КНР провинция была разделена на «специальные районы». В 1950-60-х годах административное деление провинции менялось в довольно значительных пределах, и границы «специальных районов» постоянно перекраивались. В 1970-х годах «специальные районы» были переименованы в «округа». В 1980-х годах в КНР «округа» были преобразованы в «городские округа»; города, в которых ранее размещались власти округов, при этом упразднялись, а городские районы переходили в прямое подчинение администрации «городских округов». Впоследствии, по мере усиления урбанизации, бывшие сельские уезды также постепенно преобразовывались в городские уезды и даже районы городского подчинения. В зоне компактного проживания представителей национального меньшинства шэцзу в юго-западной части провинции в 1984 году был создан Цзиннин-Шэский автономный уезд.